# Aekingerzand

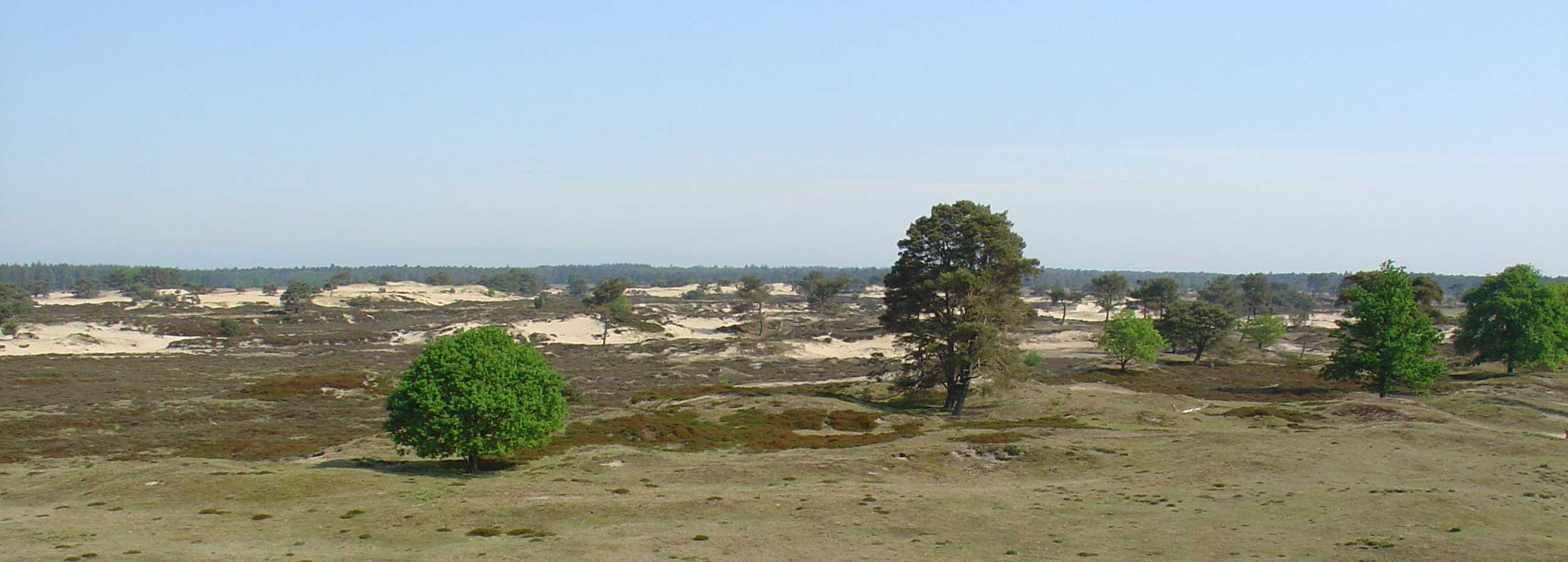
Het Aekingerzand in het Drents-Friese Wold (vanaf de uitkijktoren)

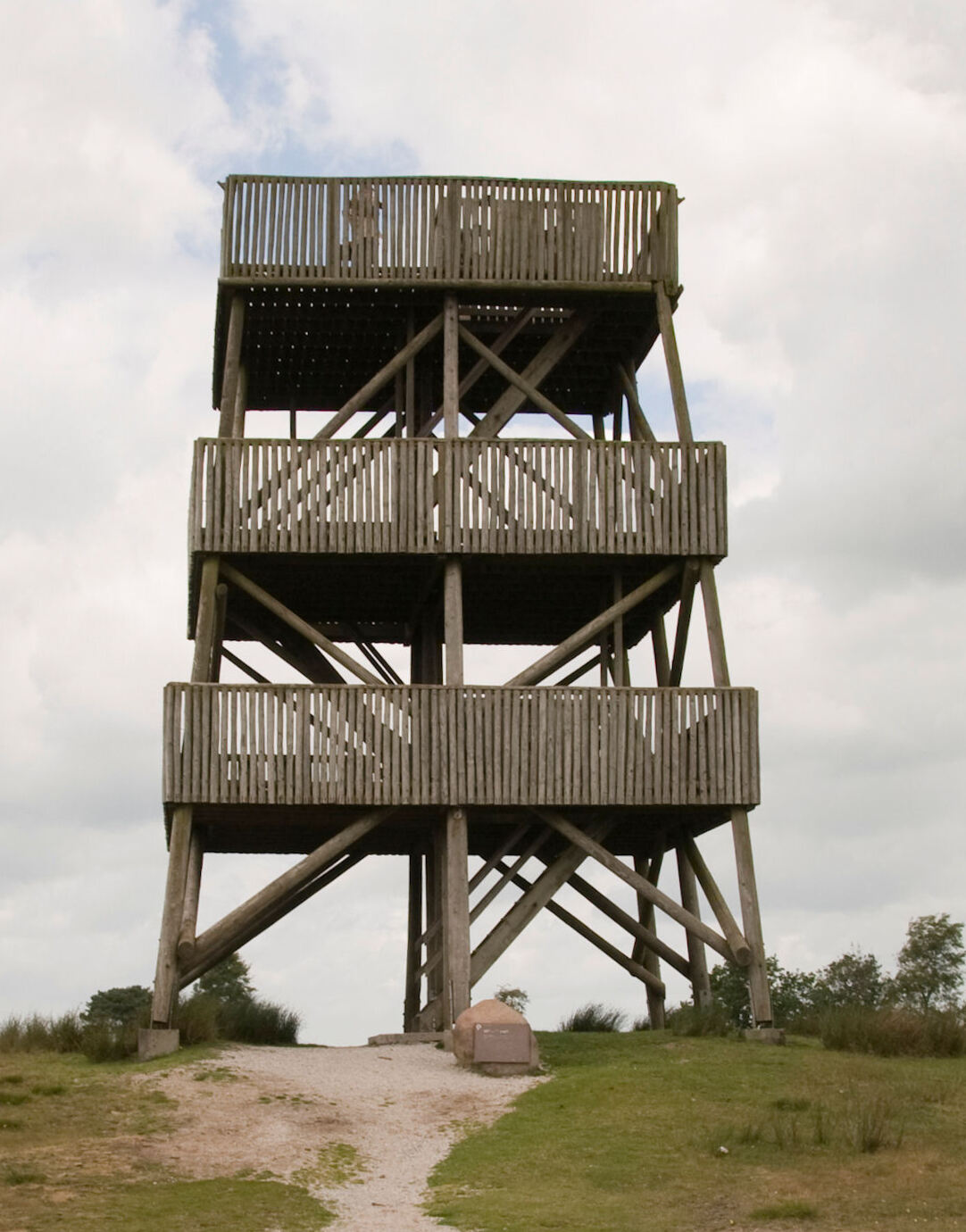
De in 2025 gesloopte uitkijktoren

Het Aekingerzand is een uitgestrekt gebied met zandverstuivingen dat deel uitmaakt van het Nationaal Park Drents-Friese Wold. Het Aekingerzand ligt nabij Appelscha in het grensgebied van de provincies Drenthe en Friesland.
Gebieden met stuifzand komen betrekkelijk weinig voor in Nederland. Het Aekingerzand (ook wel de Kale Duinen genoemd) is een van die gebieden. Het Aekingerzand is de laatste binnenlandse broedplaats van de tapuit. Een kudde schapen met herder zorgt voor de begrazing van de heide in het gebied. Precies op de grens van de provincies Drenthe en Friesland ligt de Grenspoel, een ven aan de rand van het stuifzandgebied. Omdat het een zeer kwetsbaar gebied is zijn honden er in het broedseizoen tussen 1 maart en 1 september niet welkom.
Omdat door bebossing het stuifzandkarakter verloren dreigde te gaan heeft Staatsbosbeheer eind 20e eeuw 200 hectare bos gekapt. Deze houtkap leidde tot een drastische vermindering van het bestand aan bosvogels. Heidevogels keerden echter terug en de diversiteit aan vogelsoorten is vergroot.
Aan de rand van het gebied bevindt zich een uitkijktoren, die in 1995 gebouwd is door leerlingen van het Bijzonder Jeugdwerk Aekinga uit Appelscha.
De uitkijktoren werd op 5 maart 2025 gesloopt omdat uit een veiligheidsinspectie bleek dat het hout te verrot was waardoor de stabiliteit in het gedrang kwam.